# Фердо Чулиновић
Фердо Чулиновић (Карловац, 17. мај 1897 — Загреб, 15. септембар 1971) је био правни историчар и професор на Свеучилишту у Загребу.

## Биографија
Рођен је 17. маја 1897. у Карловцу. Детињство је провео у Сењу. Основну и средњу школу (1915) завршио је у Сењу.
Након Првог светског рата, пошто се вратио из аустроугарске војске завршио је Правни факултет у Загребу, а већ 1922. је и докторирао на истом факултету.
Најпре се запослио у царинској служби у Сплиту (1919—1924), а након тога је радио у правосуђу. прво као државни тужилац у Суботици 1924—1928, а затим на резним степенима судијске каријере. Био је председник окружних судова у Белој Цркви, Пожаревцу, Панчеву, Госпићу и Вараждину. Такође је био старешина државног тужилаштва у Новом Саду.
Истовремено, показао је велики интерес за књижевношћу и превођењем. Значајан рад му је збирка новела „Бура”, објављена 1927. године у Суботици. Бавио се и научним истраживањима, а од значајнијих радова у међуратном периоду су му биле научне студије „Статут града Сења” и „Душанов законик”. Написао је и више расправа о земљокњишком праву.
Уз Балтазара Богишића је био један од најистакнутијих представника правне етнологије. Користећи као материјал народне узречице, песме, приповетке, на територији Југославије, објавио је књигу „Народно право: зборник правних мисли из наших народних умотворина”, коју је објавио у Београду 1938. године.
Уређивао је часописе „Правосуђе” (1931−36) и ревију „Правни живот” (1935−36).
Због истакнутог антиусташког деловања је након успостављања НДХ смењен са места окружног судије у Госпићу и неко време је био незапослен боравећи у Сплиту, а након тога је поново постављен за судију Окружног суда у Вараждину. Децембра 1941. године се прикључио НОП. Године 1943. је прешао на слободну територију. Краће време се здржао у штабу 13. пролетерске бригаде и у Главном штабу Хрватске. Био је један од оснивача народне власти у Хрватској током Другог светског рата. Као члану ЗАВНОХ, поверена му је организација судства на ослобођеној територији у Хрватској. На ослобођеној територији је започео издавање чаосписа „Народни правник” и у њему објавио више својих чланака.
Активно је сарађивао у изради материјалних и организаторских прописа о раду судова у Хрватској. Ове прописе је након рата објавио у Зборнику Правног факултета, под насловм „Прописи о судству Хрватске за НОБ” (1951).
Био је потпреседник одељења правосуђа за Хрватску, секретар Законодавне комисије ЗАВНОХ и Земаљске комисије за ратне злочине у Хрватској. За рад у току рата је одликован Орденом братства и јединства и Орденом заслуга за народ.
Јуна 1945. године је изабран за професора Правног факултета на Свеучилишту у Загребу и водио је катедру за правну историју. Два пута је биран за декана Правног факултета школске 1948/49. и 1958/59. године. Предавао је најпре „Развитак народне власти за време НОБ”, и написао први универзитетски уџбеник из те области (1946), затим је предавао „Општу историју државе и права” и „Теорију државе и права”, а од 1950. Историју државе и права народа Југославије. Оснивач је постдипломских студија из државнополитичких наука (1963). Један од његових познатих ђака био је Ходимир Сиротковић.
Наставио је да се бави научним радом, посебно из области револуционарних промена у тада најновијој историји, државно-правне и политичке историје, као и националног питања.
Оснивач је Института за историју државе и права народа Југославије на Правном факултету у Загребу и био је његов први директор (1953). Под његовим руководством, Институт је сакупио обимну документацију из државноправне и политичке историје.
Осим предавања која је држао на дипломским и подстдипломским студијама, одржао је бројна предавања из области државно правне и политичке историје на другим правним факултетима у држави и иностранству, акадиемије науке и уметности, народним и радничким универзитетима, домовима ЈНА и друго.
Иницијатор је и организатор бројних научних скупова, као што су „Петрова гора” (1969), „Лика у Народноослободилачком рату” (1970), „Други светски рат и мир међу народима” (1970).
Из здравстевних разлога је пензионисан на јесен 1967. године, а његов наследник на катедри био је Константин Бастаић. И након пензионисања је наставио да се бави научним радом. Тако је настало и његово најзначајније дело „Окупаторска подела Југославије”, које је 1970. године у Београду објавио Војноисторијски завод.
Сахрањен је на Мирогоју 19. маја. Од њега се у име ЈАЗУ опростио академик Власислав Брајковић, у име САНУ академик Васо Чубриловић, а у име САЗУ академик Ладо Вавпетич.

## Академик
Због бројних и запажених научних резултата у истраживању државноправне историје Југославије, 10. јуна 1955. изабран је за дописног, а 16. јуна 1962. за редовног члана ЈАЗУ у Загребу, када је постао и члан Одбора за народни живот и обичаје, у чијем раду је учествовао до смрти. ЈАЗУ је уедно био издавач бројних његових радова. Дописни члана САНУ у Београду је постао 1965. године.  Добитник је Награде „Божидар Аџија” за животно дело (1967), која је представљала највише научно признање у СР Хрватској.
Октобра 1970. Московски државни универзитет Ломонсов му је свечано доделио почасну титулу докотра из историјских наука, за његов целокупан научни рад, као првом југословенском научном раднику.

## Дела
Оставио је за собом читаву библиотеку научник и стручних радова. Написао је 48 књига и посебно штампаних монографија, 35 научних радова у разним збиркама, 115 расправа објављених у часописима, као и низ рецензија, приказа и новиснких чланака.
- „О слободи воље” (1929)
- „Уписи у земљишну књигу” (1930)
- „Душанов законик” (1931)
- „Коментар земљишнокњижних закона” (1931)
- „Земљишна књига и њено оснивање” (1931)
- „Коментар закона о издавању тапија” (1932)
- „Баштинско право тапијског система” (1932)
- „Земљишнокњижно право” (1933)
- „Жена у нашем кривичном праву” (1934)[10]
- „Статут града Сења” (1934)
- „Народно право: зборник правних мисли из наших народних умотворина” (1938)
- „Коментар закона о извршењу и обезбеђењу” књиге 1—5, са Ивом Матијевићем (!937-1940)
- „О праву уопће” (1946)
- „Правосуђе у Југославији” (1946)
- „Судови нове Југославије” (1946)
- „Опћа историја државе и права”, књига 1:„Робовласничка држава”, књига 2: „Феудална - буржоаска - социјалистичка држава” (1949)
- „Сељачке буне у Хрватској” (1951)
- „Деветсто осамнаеста на Јадрану” (1951)
- „Револуционарни покрет у Истри 1921.” (1951)
- „Развитак југословенског феудализма” (1952)
- „Ријечка држава” (1953)
- „Државноправна историја југословенских земаља XIX и XX вијека”, 1 и 2 (1953)
- „Национално питање у југословенским земљама” (1955)
- „Одјеци Октобра у југословенским крајевима” (1957)
- „Слом старе Југославије” (1958)
- „Стварање југословенске државе” (1959)
- „Југославија између два рата” (1961)
- „Развитак југославенског федерализма” (1962)
- „Поморска политика старе Југославије” (1962)
- „Државноправни развитак Југославије” (1963)
- „Шта је нација” (1964)
- „Двадесетседми март” (1965)
- „Народност и устави Југославије” (1965)
- „Документи о Југославији” (1968)
- „Државноправни развитак Војне крајине (с посебним освртом на Славонију)” (1969)
- „Окупаторска подела Југославије” (1970)

Многи његови радови су штампани у „Радовима” и „Старинама” ЈАЗУ и Поморском зборнику у Задру.